# Horndal
Horndal is een plaats in de gemeente Avesta in het landschap Dalarna en de provincie Dalarnas län in Zweden. De plaats heeft 1127 inwoners (2005) en een oppervlakte van 340 hectare. De plaats ligt aan het meer Rossen, circa 20 kilometer ten noordoosten van de stad Avesta.

## Verkeer en vervoer
Bij de plaats loopt de Riksväg 68.
De plaats heeft een station aan de spoorlijn Godsstråket genom Bergslagen.